# Angkatan Perpaduan Ummah

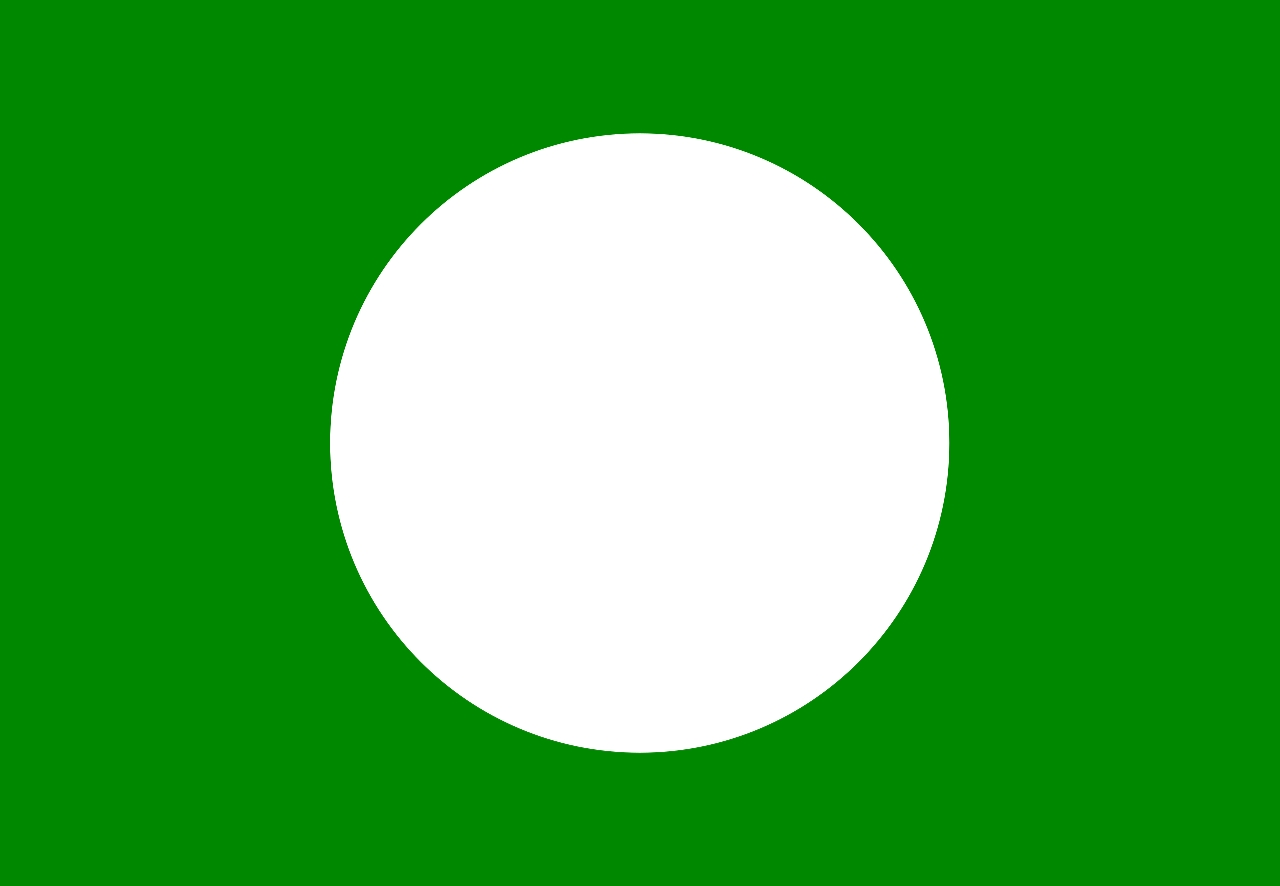
Logo der Parti Islam Se-Malaysia, der größten Partei der Koalition

Die Angkatan Perpaduan Ummah (Muslimische Einheitsfront) ist eine Parteienkoalition, die seit 1990 in Malaysia bei allgemeinen Wahlen antritt und sich überwiegend in der Opposition befindet.
Die Angkatan Perpaduan Ummah wurde im Juni 1990 gegründet, nachdem sich die United Malays National Organization (UMNO) 1987 gespalten hatte als Tengku Razaleigh Hamzah erfolglos gegen Mahathir bin Mohamad zum Vorsitzenden wählen lassen wollte. 
Die Koalition bestand aus 
- Parti Islam Se-Malaysia (PAS)
- Semangat '46
- Berjasa

und anderen kleineren Gruppierungen.
Die Koalition trat im Oktober 1990 gleichzeitig bei landesweiten Wahlen und bei Wahlen einzelner Staaten Malaysias (States) an, war aber nur im Staat Kelantan erfolgreich, wo man alle 39 Sitze in der Legislative erreichen konnte. Unter dem Einfluss der PAS wurde die regionale Regierung gebildet. Dies wiederholte sich nach den Wahlen im April 1995. Die Koalition bildete ein Auffangbecken bei Wahlen für verschiedenste Interessengruppen, doch kam es 1996 zu Spannungen zwischen den Koalitionspartnern wegen politischer Auseinandersetzungen und der Islamisierungspolitik der PAS.